# Абевије
Абевије (фр. Abbévillers) је насељено место у Француској у региону Франш-Конте, у департману Ду.
По подацима из 2011. године у општини је живело 1082 становника, а густина насељености је износила 96,78 становника/km².

## Демографија
| 1962. | 1968. | 1975. | 1982. | 1990. | 2011. |
| ----- | ----- | ----- | ----- | ----- | ----- |
| 342   | 405   | 570   | 760   | 817   | 1.082 |